# Maanlicht (Bazart)
Maanlicht is een nummer van de Belgische popgroep Bazart. Het nummer werd uitgebracht op 22 november 2019, als bonustrack voor hun album 2 (Deluxe). Het nummer kreeg veel airplay, mede dankzij verschillende radio-optredens van de band.

## Videoclip
De clip van het nummer verscheen in dezelfde week van het uitbrengen waarvan de communicatie en de creative campagne voorzien werd door Nicolas Grootjans. Noël Loozen was regisseur van de clip.